# Apachita

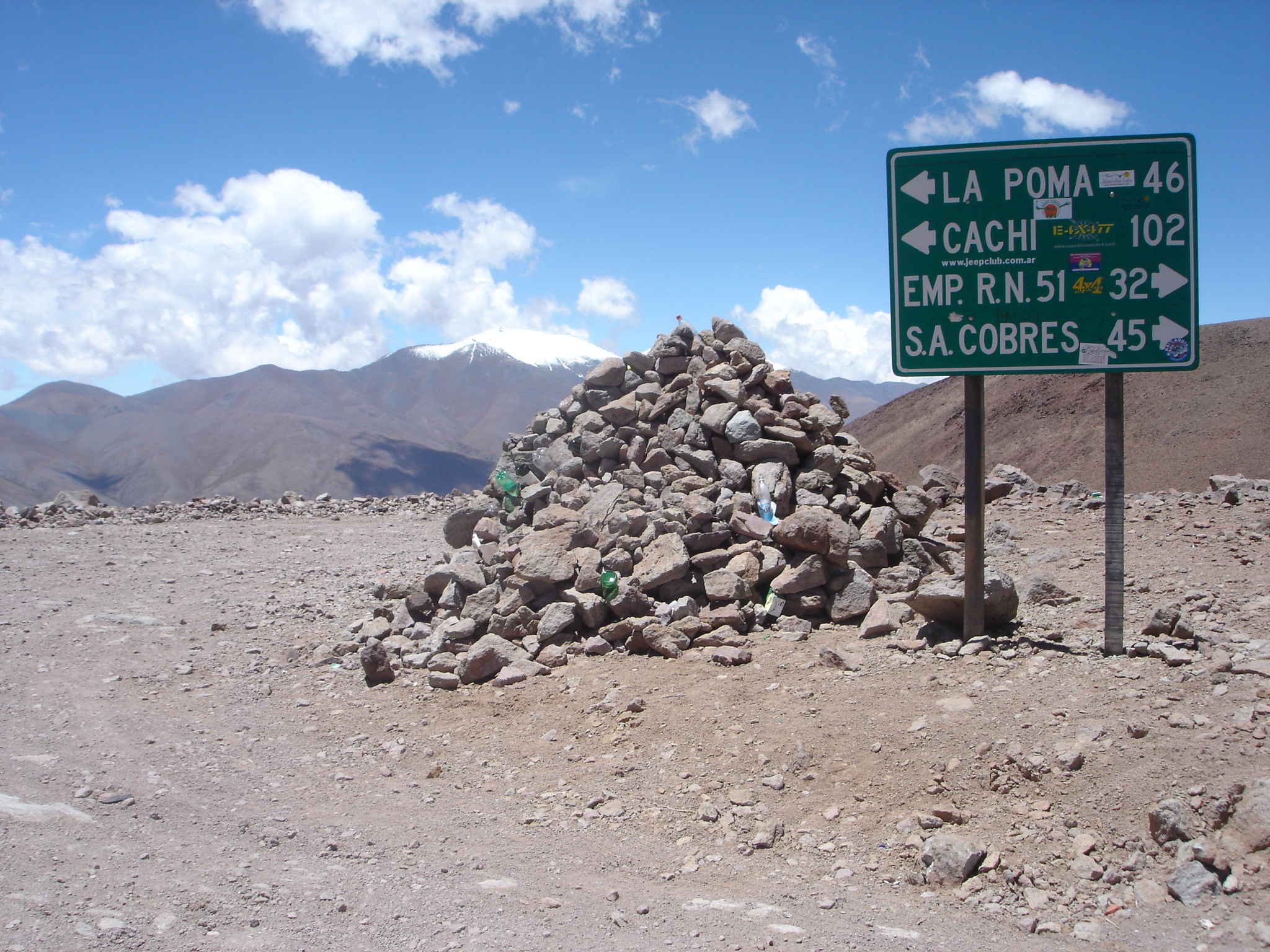
Apachita am Abra el Acay

Apachita (in Peru und Argentinien auch Apacheta) ist ein aus Steinen aufgeschichteter Hügel, der als eine Art Altar zu Ehren der Pachamama errichtet wird. Die Apachita ist in Bolivien häufig weiß eingefärbt. Die indigene Bevölkerung legt vor der Apachita Opfergaben ab und bittet Pachamama darum, dass Unglück (chiknis) von ihrem Weg abgehalten wird und sie den weiteren Weg gesund fortsetzen können.
Zu der ursprünglichen Entstehung der Apachitas gibt es unter Wissenschaftlern unterschiedliche Erklärungen, wobei die Bezeichnung „apachita“ seit dem 16. Jahrhundert in spanischen Dokumenten erwähnt wird. Einige Autoren gehen davon aus, dass die Apachitas eher zufällig ohne religiöse Bedeutung angesammelt worden sind. Andere vermuten unter den Apachitas eher dem Ordnungssinn der andinen Völker geschuldete Steinmännchen als Wegzeichen, die der Entfernungsmessung oder der Begrenzung und Markierung von Bezirken oder Grundstücken gedient haben, oder auch als erhöhte Aussichtspunkte.